# تیم ملی فوتبال ساحلی اسپانیا
تیم ملی فوتبال ساحلی اسپانیا نماینده اسپانیا در مسابقات بین‌المللی فوتبال ساحلی و یکی از بهترین تیم‌های فوتبال ساحلی جهان است. تیم ملی فوتبال ساحلی اسپانیا نایب قهرمان ٣ دوره جام‌های جهانی فوتبال ساحلی در سال های ٢٠٠٣، ٢٠٠۴، ٢٠١٣ است.